# Tungipara
Tungipāra är en ort i Bangladesh.   Den ligger i provinsen Dhaka, i den centrala delen av landet, 100 km sydväst om huvudstaden Dhaka. Tungipāra ligger 8 meter över havet och antalet invånare är 62 210.
Terrängen runt Tungipāra är mycket platt. Det finns inga andra samhällen i närheten.
Trakten runt Tungipāra består till största delen av jordbruksmark. Runt Tungipāra är det tätbefolkat, med 683 invånare per kvadratkilometer.